# Parafia Matki Bożej Nieustającej Pomocy w Straszydlu
Parafia Matki Bożej Nieustającej Pomocy w Straszydlu – parafia rzymskokatolicka znajdująca się w diecezji rzeszowskiej w dekanacie Tyczyn.
Erygowana w 1929 roku. Powstała z podziału parafii Lubenia. W 1929 przeniesiono stary, drewniany, kościół parafialny z Lubenii do Straszydla. Został konsekrowany na nowym miejscu 8 grudnia 1929 roku przez proboszcza lubeńskiego, ks. Józefa Urbanka.
W latach 1958–1986 wybudowano w Sołonce murowany kościół filialny.